# ألباني هانكوك
ألباني هانكوك  (بالإنجليزية: Albany Hancock) (24 كانون الأول/ديسمبر 1806 – 1873) هو عالم تاريخ طبيعي وعالم أحياء مؤيد لتشارلز داروين، ولد في ليلة عيد الميلاد في نيوكاسل أبون تاين. أفضل أعماله المعروفة على الحيوانات البحرية، وهو شقيق عالم الطبيعة جون هانكوك. عاش الأخوة مع شقيقتهم ماري جين في سانت ماري تراس في نيوكاسل.
تلقى هانكوك تعليمه في مدرسة القواعد الملكية، قبل أن يصبح متدربًا لمحامي محلي. أكمل الفترة المتوقعة في المقالات واجتاز جميع الاختبارات المطلوبة ليصبح محامياً بنفسه حتى أنه وصل إلى حد الحصول على مكتب في نيوكاسل بهدف تأسيس عمله الخاص.
تكمن اهتمامات هانكوك الحقيقية في مكان آخر، وبعد فترة وجيزة من العمل مع شركة تصنيع كرس بقية حياته لفكرته الحقيقية (التاريخ الطبيعي).

## المنشورات
على الرغم من أن هانكوك كان من هواة الطبيعة المتحمسين منذ الطفولة، إلا أن منشوراته المهمة الأولى لم تظهر حتى عام 1836، عندما كان عمره 30 عامًا.
من بدايته البطيئة، أصبح هانكوك واحداً من أبرز علماء الطبيعة في عصره وأنتج أكثر من سبعين منشوراً ملحوظاً في العديد من المنشورات مثل مجلة التاريخ الطبيعي.

## التكريم
كان هانكوك عضوًا مؤسسًا لجمعية التاريخ الطبيعي في نورثامبرلاند ودورهام ونيوكاسل أبون تاين، ونادي تاينسايد الطبيعيين في الميدان. كان عضوًا في المجلس المؤقت الذي أنشأ كلية العلوم الفيزيائية في نيوكاسل، وزميلًا في جمعية لينيان، وعضوًا مناظرًا في جمعية علم الحيوان في لندن وعضوًا فخريًا في جمعية علم النبات في فيينا. حصل على وسام ملكي من للجمعية الملكية عام 1858.

## متحف هانكوك
تم تسمية متحف هانكوك في نيوكاسل أبون تاين على اسم الإخوة هانكوك، وكلاهما قام بدور فعال في بناء المتحف. يحتوي المتحف على العديد من العينات من مجموعاتهم.

## وصلات خارجية
- ألباني هانكوك في التاريخ الطبيعي في المجتمع من نورثمبريا
- (باليابانية) جوشوا ألدر (1792-1867) & ألباني هانكوك (1806-1873)
- أعمال أو نبذة عن ألباني هانكوك على أرشيف الإنترنت